# Claudio Franzius

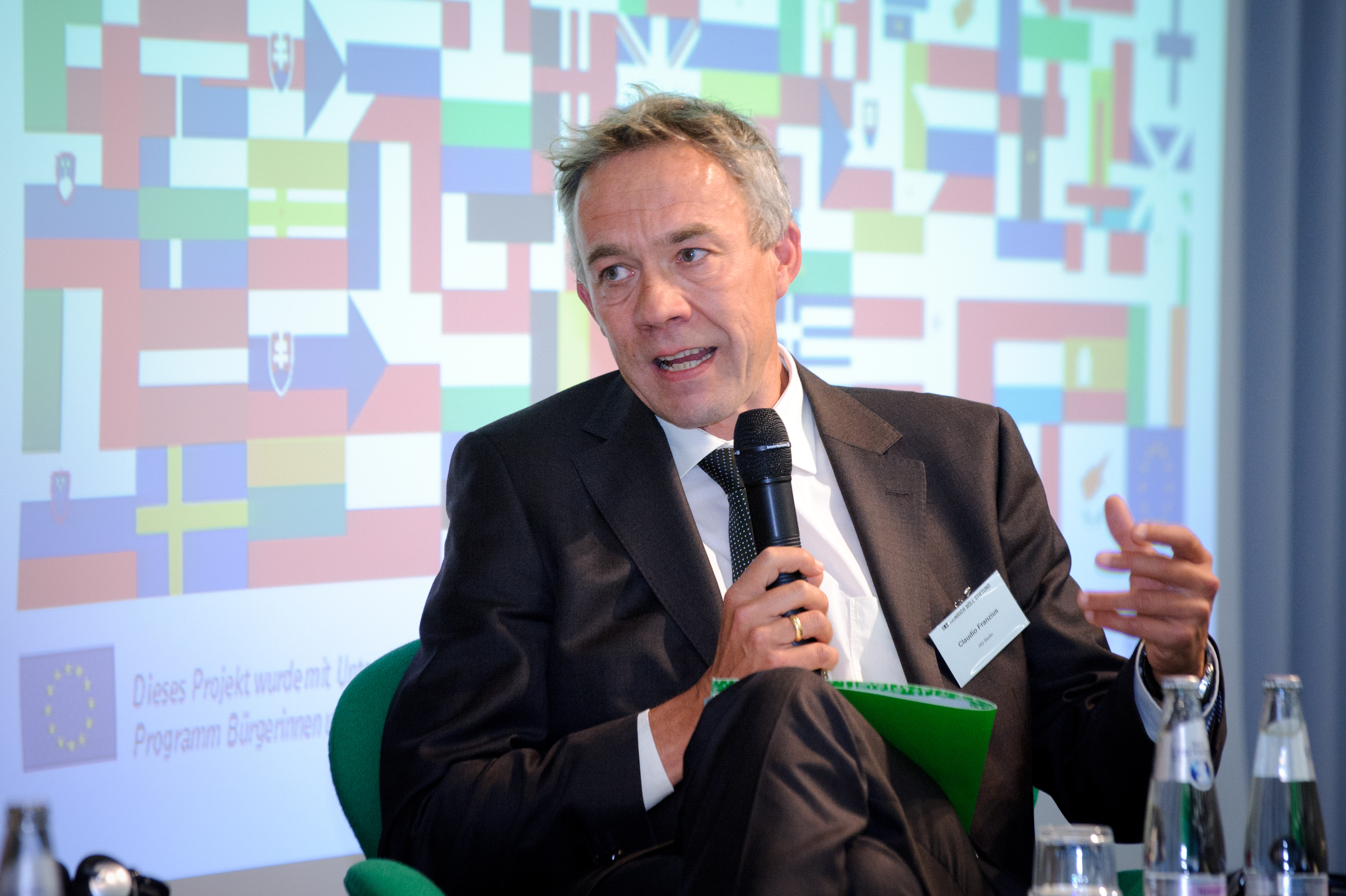
Claudio Franzius, 2011

Claudio Franzius (* 12. Juni 1963 in Hannover) ist ein deutscher Jurist und Hochschullehrer an der Universität Bremen.

## Leben
Nach dem Abitur 1983 in Stuttgart und dem anschließenden Zivildienst in Frankfurt am Main studierte Franzius von 1985 bis 1988 zunächst Ethnologie und Politikwissenschaften an den Universitäten Frankfurt am Main und Berlin. Ab 1986 studierte er zudem Rechtswissenschaften an der FU Berlin und der Université Paul Valéry, Montpellier. 1992 legte er sein Erstes Juristisches Staatsexamen ab, 1995 das Zweite. Ab 1994 arbeitete Franzius als wissenschaftlicher Mitarbeiter von Michael Kloepfer an der Humboldt-Universität zu Berlin. Dort schloss er 1999 seine Promotion zum Dr. iur. ab. Ab 2004 arbeitete Franzius als wissenschaftlicher Assistent von Ulrich K. Preuß an der FU Berlin. Dort schloss er 2009 seine Habilitation ab und erhielt die venia legendi für die Fächer Staats- und Verwaltungsrecht, Europarecht und Verwaltungswissenschaften. Von 2009 bis 2016 vertrat Franzius Lehrstühle an den Universitäten Frankfurt am Main, Konstanz, Bremen, Bielefeld, Bochum und Hamburg. Seit 2016 ist Franzius Professor für Öffentliches Recht, insbesondere Verwaltungsrecht und Umweltrecht an der Universität Bremen und Leiter der Forschungsstelle für Europäisches Umweltrecht.
Seit 2009 ist er Mitveranstalter des Gesprächskreises "Recht und Politik in der Europäischen Union", welcher mit der Friedrich-Ebert-Stiftung zusammenarbeitet. Mit Ulrich K. Preuß legte er 2012 eine Studie zum Thema "Die Zukunft der Europäischen Demokratie" für die Heinrich-Böll-Stiftung vor.

## Veröffentlichungen (Auswahl)
- Die Herausbildung der Instrumente indirekter Verhaltenssteuerung im Umweltrecht der Bundesrepublik Deutschland. Duncker & Humblot, Berlin 2000, ISBN 978-3-428-10086-6 (Dissertation).
- Gewährleistung im Recht. Grundlagen eines europäischen Regelungsmodells öffentlicher Dienstleistungen. Mohr Siebeck, Tübingen 2009, ISBN 978-3-16-149641-7 (Habilitationsschrift).
- Europäisches Verfassungsrechtsdenken. Mohr Siebeck, Tübingen 2010, ISBN 978-3-16-150266-8.
- Recht und Politik in der transnationalen Konstellation. Campus, Frankfurt am Main 2014, ISBN 978-3-593-50202-1.
- Recht und Politik. Zum Staatsverständnis von Ulrich K. Preuß, hrsg. gemeinsam mit Tine Stein, Baden-Baden 2015, ISBN 978-3-8487-2129-0.